# Alexandru Popa (scriitor)
Alexandru Popa (n. 12 iulie 1977, București) este un scriitor, dramaturg și scenarist de film român.

## Scenarii de film

### Secretul fericirii
Lung metraj. Premiera oficială: 19 octombrie 2018
Regia: Vlad Zamfirescu. Roluri principale: Vlad Zamfirescu, Irina Velcescu, Theo Marton.
Filmul a fost nominalizat la Premiile GOPO pentru „Cel mai bun scenariu” și „Cea mai bună actriță în rol principal”.

### Marocco
Lung metraj, 2021, aflat in postproductie (proiect selectat in cadrul concursului CNC 2019, titlul provizoriu „Incredere”)
Regia: Emanual Pârvu. Din distribuție fac parte: Șerban Pavlu, Crina Semciuc, Emilia Popescu, Tania Filip, Ana Indricău, Vlad Brumaru și Tudor Cucu.

### Castelul Crăiței
Lung metraj, 2021, aflat in postproductie, (proiect selectat in cadrul concursului CNC 2019, titlul provizoriu „Refugiul”).
Regia: Liviu Mărghidean. Din distribuție fac parte: Dragoș Olaru, Judith State, Florentina Țilea, Dan Bordeianu, Constantin Lupescu, Ionut Achivoaie, Viorel Păunescu and Mihaela Alexandru.

### Străjerii Deltei
Lung metraj, 2021, aflat in postproductie (proiect selectat in cadrul concursului CNC 2018).
Regia: Liviu Mărghidean

### Început[nefuncțională–arhivă]
Lung metraj, premiera oficială TIFF, 2020. (proiect finantat de CNC)
Regia: Răzvan Săvescu. Roluri principale: Ioana Flora, Constantin Lupescu

## Seriale:

### Videochat
ProTv, 2020
Regia: Vlad Zamfirescu. Cu: Andi Vasluianu, Diana Roman, Marius Florea Vizante, Nadiana Sălăgean 

### DiscutabilArhivatîn22 aprilie 2021, laWayback Machine.
online, 2020
Regia. Vlad Zamfirescu. Cu: Marius Manole, Vlad Zamfirescu, Șerban Pavlu, Carmen Tănase, Nadiana Sălăgean, Medeea Marinescu. 
Serialul a fost selectat în Festivalul de film Cottbus. 

### Ai noștri
Pro TV, 2017
Regia: Dragoș Buligă. Cu: Emilia Popescu, Constantin Pușcașu, Cristina Mihăilescu, Teodor Corban, Vlad Logigan, Gabriela Popescu.

## Piese de teatru

### Secretul fericirii
Piesa a fost montată la Godot Cafe Teatru în 2015.
Regia: Vlad Zamfirescu. Cu: Vlad Zamfirescu, Irina Velcescu, Dan Bordeianu

### Cine iubește plătește
Piesa a fost montată la Godot Cafe Teatru în 2015.
Regia: Vlad Massaci. Cu: Mădălina Ciotea, Alexandru Ion, Vero Nica

### Efecte colaterale
Piesa a fost montată la Teatrul „Nottara” în 2016.
Regia: Vlad Zamfirescu. Cu: Gheorghe Ifrim, Vlad Zamfirescu, Alexandru Repan, Dan Bordeianu, Nadiana Sălăgean, Diana Roman, Ioana Calotă/ Laura Vasiliu

### Gigel
Piesa a fost montată la Teatrul Bulandra în 2017. 
Regia: Vlad Zamfirescu. Un one-man show cu Gheorghe Ifrim.  

### All inclusive
Piesa a fost montată în regim independent în 2017. 
Regia: Vlad Zamfirescu. Cu: Medeea Marinescu, Marius Manole, Mirela Oprișor, Vlad Zamfirescu, Diana Roman

### Numitorul comun
Piesa a fost montată la Teatrul de Comedie în 2017.
Regia: Vlad Zamfirescu. Cu: Marius Florea Vizante, Nadiana Sălăgean, Alexandru Ion

### Pe o pânză de paianjen
Piesa a fost montată în regim independent în 2019
Regia: Vlad Zamfirescu. Cu: Medeea Marinescu, Marius Manole / Andi Vasluianu, Mirela Oprișor, Vlad Zamfirescu, Diana Roman , KARINA ZIANA GHERASIM

### Constantin
Piesa a fost montată la Teatrul Național Târgu-Mureș în 2019
Regia: Tudor Lucanu

### Totul se transformă
Piesa a fost montată în regim independent în 2021
Regia: Vlad Zamfirescu. Cu: Maia Morgenstern, Carmen Tănase, Mircea Rusu, Vlad Zamfirescu.

## Cronici
Secretul fericirii
https://revistacultura.ro/nou/2015/08/succesul-in-cinci-pasi-si-slabitul-in-zece/ Arhivat în 22 aprilie 2021, la Wayback Machine.
https://www.raftulcuidei.ro/cronica-teatru-secretul-fericirii-godot-cafe-teatru/ Arhivat în 22 aprilie 2021, la Wayback Machine.
Cine iubește plătește
https://agenda.liternet.ro/articol/19439/Iulia-Popovici/De-la-Godot-la-National-Telegrame-Dragoste-in-patru-tablouri-Cine-iubeste-plateste-si-Box-FM.html
Efecte colaterale
https://adevarul.ro/cultura/teatru/spectacolela-nottara-1_581ad3255ab6550cb829e02e/index.html
https://yorick.ro/iubiri-cu-efecte-colaterale/
https://revistateatrala.radioromaniacultural.ro/cand-filmul-ca-si-maioneza-se-mai-taie/ Arhivat în 7 august 2019, la Wayback Machine.
All Inclusive
http://ileanalucaciu.blogspot.com/2017/05/all-inclusive-palatul-national-al.html
https://www.ziarulmetropolis.ro/all-inclusive-ce-comedie/
Gigel
http://ileanalucaciu.blogspot.com/2016/05/gigel-godot-cafe-teatru.html